# Brânză de burduf

La Brânză de burduf (brânză, « fromage », est un nom féminin en roumain) est un fromage salé transylvain à pâte pressée, non cuite, très apprécié en Roumanie. Pour obtenir ce fromage, on coupe en petits morceaux le lait coagulé, puis on le sale et on le pétrit. La mixture est ensuite placée dans son contenant.
La brânză de burduf a une texture douce et une saveur forte qui dépend de quatre paramètres :
- s'il est fabriqué à partir de lait cru de brebis, ou (plus rarement) de chèvre ;
- son contenant : l'estomac (burduf ) ou la peau d'un mouton, soigneusement nettoyé et coupé sur les bords, ou bien un récipient en écorce de pin ;
- le taux de sel et la présence ou non d'aromates ;
- le temps écoulé depuis son conditionnement (la saveur se renforce avec le temps).

S'il a été conservé dans un burduf ce fromage se présente en boule. S'il est conservé dans l'écorce de pin, le fromage est de forme cylindrique et obtient une saveur spécifique de résine de pin ou de sapin, mais garde le nom de burduf (prononcer « bourdouf »).
Au printemps, il y a une coutume parmi les bergers de chaque village qui consiste à sélectionner deux ou trois d'entre eux qui produiront et écouleront la brânză de burduf de l'année.